# Final de la Copa del Rey de fútbol 2021-22
La final de la Copa del Rey de fútbol 2021-22 de España fue el partido que decidió el ganador de esta competición, que supuso la 120.ª edición de su historia (incluidas dos temporadas en las que se jugaron dos ediciones rivales). El encuentro se disputó el 23 de abril de 2022 en el Estadio La Cartuja de Sevilla, en una final inédita entre el Real Betis Balompié que se proclamó campeón por tercera vez en su historia y el Valencia C.F.. El torneo se decidió en la tanda de penales después de que los noventa minutos y prórroga terminaran con empate a uno.

## Finalistas
En negrita, las finales ganadas previamente.
| Equipos             | Finales jugadas anteriormente | Finales jugadas anteriormente |
| ------------------- | ----------------------------- | --- |
| Real Betis Balompié | 4 (2)                         | 1931, 1976-77, 1996-97 y 2004-05. |
| Valencia C. F.      | 17 (8)                        | 1934, 1941, 1944, 1944-45, 1946, 1948-49, 1952, 1954, 1966-67, 1969-70, 1970-71, 1971-72, 1978-79, 1994-95, 1998-99, 2007-08 y 2018-19. |

## Sede de la Final
La final se jugó en el estadio de La Cartuja, de Sevilla, España.
| España                            |            |            |            |
| Ciudad                            | Estadio    |            |            |
| Sevilla                           | La Cartuja | La Cartuja | La Cartuja |
|                                   |            |            |            |
| 60 000 espectadores               |            |            |            |
| Final Copa del Rey de fútbol 2022 |            |            |            |

## Camino a la final
| Real Betis Balompié        | Real Betis Balompié   | Real Betis Balompié   | Eliminatoria           | Valencia C. F.          | Valencia C. F.        | Valencia C. F.        |
| -------------------------- | --------------------- | --------------------- | ---------------------- | ----------------------- | --------------------- | --------------------- |
| Rival                      | Resultado             | Resultado             | Fase                   | Rival                   | Resultado             | Resultado             |
| C. F. I. Alicante          |                       | 0–4                   | Primera ronda          | C. D. Utrillas          |                       | 0–3                   |
| C. F. Talavera de la Reina |                       | 2–4 (t. s.)           | Segunda ronda          | C. D. Arenteiro         |                       | 1–3 (t. s.)           |
| Real Valladolid C. F.      |                       | 0–3                   | Dieciseisavos de final | F. C. Cartagena         |                       | 1–2                   |
| Sevilla F. C.              |                       | 2–1                   | Octavos de final       | C. D. Atlético Baleares |                       | 0–1                   |
| Real Sociedad              |                       | 0–4                   | Cuartos de final       | Cádiz C. F.             |                       | 2–1                   |
| Rayo Vallecano             |                       | 1–2                   | Semifinales            | Athletic Club           |                       | 1–1                   |
| Rayo Vallecano             |                       | 1–1                   | Semifinales            | Athletic Club           |                       | 1–0                   |
| Resultado global: 3–2      | Resultado global: 3–2 | Resultado global: 3–2 | Semifinales            | Resultado global: 2–1   | Resultado global: 2–1 | Resultado global: 2–1 |

## Partido (Final)

### Ficha
| 25    | POR   | Claudio Bravo     |      |
| 19    | DEF   | Héctor Bellerín   |      |
| 16    | DEF   | Germán Pezzella   |      |
| 5     | DEF   | Marc Bartra       |      |
| 15    | DEF   | Alexandre Moreno  | 105' |
| 21    | MED   | Guido Rodríguez   |      |
| 14    | MED   | William Carvalho  | 102' |
| 10    | MED   | Sergio Canales    | 111' |
| 8     | MED   | Nabil Fekir       | 111' |
| 7     | MED   | Juanmi            | 86'  |
| 9     | DEL   | Borja Iglesias    | 102' |
| D. T. | D. T. | Manuel Pellegrini |      |

| 28    | POR   | Giorgi Mamardashvili |      |
| 20    | DEF   | Dimitri Foulquier    | 100' |
| 12    | DEF   | Mouctar Diakhaby     |      |
| 5     | DEF   | Gabriel Paulista     |      |
| 15    | DEF   | Omar Alderete        |      |
| 14    | DEF   | José Luis Gayà       |      |
| 10    | MED   | Carlos Soler         |      |
| 6     | MED   | Hugo Guillamón       | 85'  |
| 23    | MED   | Ilaix Moriba         | 79'  |
| 7     | DEL   | Gonçalo Guedes       |      |
| 19    | DEL   | Hugo Duro            | 85'  |
| D. T. | D. T. | José Bordalás        |      |

| 17 | MED | Joaquín         | 86'  |
| 12 | DEL | Willian José    | 102' |
| 18 | MED | Andrés Guardado | 102' |
| 33 | DEF | Juan Miranda    | 105' |
| 11 | DEL | Cristian Tello  | 111' |
| 24 | DEL | Aitor Ruibal    | 111' |

| 2  | DEF | Thierry Correia | 79'  |
| 8  | MED | Uroš Račić      | 85'  |
| 21 | DEL | Bryan Gil       | 85'  |
| 4  | MED | Yunus Musah     | 100' |

| 11' | Borja Iglesias | 1:0 |

| 30' | Hugo Duro | 1:1 |

| Acierto de penal · Acierto de penal · Acierto de penal · Acierto de penal · Acierto de penal | Willian José Joaquín Andrés Guardado Cristian Tello Juan Miranda | 1:1 2:2 3:3 4:3 5:4 |

| Acierto de penal · Acierto de penal · Acierto de penal · Fallo de penal · Acierto de penal | Carlos Soler Uroš Račić Gonçalo Guedes Yunus Musah José Luis Gayà | 0:1 1:2 2:3 3:3 4:4 |

| 14' · 72' · 95' · 113' | William Carvalho Germán Pezzella Borja Iglesias Cristian Tello |

| 5' · 74' · 90+2' · 90+3' · 98' | Gabriel Paulista Hugo Guillamón Omar Alderete Thierry Correia Carlos Soler |

| Principal  | Hernández Hernández |
| Asistentes | Pérez Naranjo       |
|            | Cabañero Martínez   |
| Cuarto     | Soto Grado          |
| Quinto     | Sánchez Rojo        |

| VAR            | De Burgos Bengoetxea   |
| Asistentes VAR | Díaz Pérez Del Palomar |
|                | González Fuertes       |

| 25    | POR   | Claudio Bravo     |      |
| 19    | DEF   | Héctor Bellerín   |      |
| 16    | DEF   | Germán Pezzella   |      |
| 5     | DEF   | Marc Bartra       |      |
| 15    | DEF   | Alexandre Moreno  | 105' |
| 21    | MED   | Guido Rodríguez   |      |
| 14    | MED   | William Carvalho  | 102' |
| 10    | MED   | Sergio Canales    | 111' |
| 8     | MED   | Nabil Fekir       | 111' |
| 7     | MED   | Juanmi            | 86'  |
| 9     | DEL   | Borja Iglesias    | 102' |
| D. T. | D. T. | Manuel Pellegrini |      |

| 28    | POR   | Giorgi Mamardashvili |      |
| 20    | DEF   | Dimitri Foulquier    | 100' |
| 12    | DEF   | Mouctar Diakhaby     |      |
| 5     | DEF   | Gabriel Paulista     |      |
| 15    | DEF   | Omar Alderete        |      |
| 14    | DEF   | José Luis Gayà       |      |
| 10    | MED   | Carlos Soler         |      |
| 6     | MED   | Hugo Guillamón       | 85'  |
| 23    | MED   | Ilaix Moriba         | 79'  |
| 7     | DEL   | Gonçalo Guedes       |      |
| 19    | DEL   | Hugo Duro            | 85'  |
| D. T. | D. T. | José Bordalás        |      |

| 17 | MED | Joaquín         | 86'  |
| 12 | DEL | Willian José    | 102' |
| 18 | MED | Andrés Guardado | 102' |
| 33 | DEF | Juan Miranda    | 105' |
| 11 | DEL | Cristian Tello  | 111' |
| 24 | DEL | Aitor Ruibal    | 111' |

| 2  | DEF | Thierry Correia | 79'  |
| 8  | MED | Uroš Račić      | 85'  |
| 21 | DEL | Bryan Gil       | 85'  |
| 4  | MED | Yunus Musah     | 100' |

| 11' | Borja Iglesias | 1:0 |

| 30' | Hugo Duro | 1:1 |

| Acierto de penal · Acierto de penal · Acierto de penal · Acierto de penal · Acierto de penal | Willian José Joaquín Andrés Guardado Cristian Tello Juan Miranda | 1:1 2:2 3:3 4:3 5:4 |

| Acierto de penal · Acierto de penal · Acierto de penal · Fallo de penal · Acierto de penal | Carlos Soler Uroš Račić Gonçalo Guedes Yunus Musah José Luis Gayà | 0:1 1:2 2:3 3:3 4:4 |

| 14' · 72' · 95' · 113' | William Carvalho Germán Pezzella Borja Iglesias Cristian Tello |

| 5' · 74' · 90+2' · 90+3' · 98' | Gabriel Paulista Hugo Guillamón Omar Alderete Thierry Correia Carlos Soler |

| Principal  | Hernández Hernández |
| Asistentes | Pérez Naranjo       |
|            | Cabañero Martínez   |
| Cuarto     | Soto Grado          |
| Quinto     | Sánchez Rojo        |

| VAR            | De Burgos Bengoetxea   |
| Asistentes VAR | Díaz Pérez Del Palomar |
|                | González Fuertes       |

| 25    | POR   | Claudio Bravo     |      |
| 19    | DEF   | Héctor Bellerín   |      |
| 16    | DEF   | Germán Pezzella   |      |
| 5     | DEF   | Marc Bartra       |      |
| 15    | DEF   | Alexandre Moreno  | 105' |
| 21    | MED   | Guido Rodríguez   |      |
| 14    | MED   | William Carvalho  | 102' |
| 10    | MED   | Sergio Canales    | 111' |
| 8     | MED   | Nabil Fekir       | 111' |
| 7     | MED   | Juanmi            | 86'  |
| 9     | DEL   | Borja Iglesias    | 102' |
| D. T. | D. T. | Manuel Pellegrini |      |

| 28    | POR   | Giorgi Mamardashvili |      |
| 20    | DEF   | Dimitri Foulquier    | 100' |
| 12    | DEF   | Mouctar Diakhaby     |      |
| 5     | DEF   | Gabriel Paulista     |      |
| 15    | DEF   | Omar Alderete        |      |
| 14    | DEF   | José Luis Gayà       |      |
| 10    | MED   | Carlos Soler         |      |
| 6     | MED   | Hugo Guillamón       | 85'  |
| 23    | MED   | Ilaix Moriba         | 79'  |
| 7     | DEL   | Gonçalo Guedes       |      |
| 19    | DEL   | Hugo Duro            | 85'  |
| D. T. | D. T. | José Bordalás        |      |

| 17 | MED | Joaquín         | 86'  |
| 12 | DEL | Willian José    | 102' |
| 18 | MED | Andrés Guardado | 102' |
| 33 | DEF | Juan Miranda    | 105' |
| 11 | DEL | Cristian Tello  | 111' |
| 24 | DEL | Aitor Ruibal    | 111' |

| 2  | DEF | Thierry Correia | 79'  |
| 8  | MED | Uroš Račić      | 85'  |
| 21 | DEL | Bryan Gil       | 85'  |
| 4  | MED | Yunus Musah     | 100' |

| 11' | Borja Iglesias | 1:0 |

| 30' | Hugo Duro | 1:1 |

| Acierto de penal · Acierto de penal · Acierto de penal · Acierto de penal · Acierto de penal | Willian José Joaquín Andrés Guardado Cristian Tello Juan Miranda | 1:1 2:2 3:3 4:3 5:4 |

| Acierto de penal · Acierto de penal · Acierto de penal · Fallo de penal · Acierto de penal | Carlos Soler Uroš Račić Gonçalo Guedes Yunus Musah José Luis Gayà | 0:1 1:2 2:3 3:3 4:4 |

| 14' · 72' · 95' · 113' | William Carvalho Germán Pezzella Borja Iglesias Cristian Tello |

| 5' · 74' · 90+2' · 90+3' · 98' | Gabriel Paulista Hugo Guillamón Omar Alderete Thierry Correia Carlos Soler |

| Principal  | Hernández Hernández |
| Asistentes | Pérez Naranjo       |
|            | Cabañero Martínez   |
| Cuarto     | Soto Grado          |
| Quinto     | Sánchez Rojo        |

| VAR            | De Burgos Bengoetxea   |
| Asistentes VAR | Díaz Pérez Del Palomar |
|                | González Fuertes       |

| 25    | POR   | Claudio Bravo     |      |
| 19    | DEF   | Héctor Bellerín   |      |
| 16    | DEF   | Germán Pezzella   |      |
| 5     | DEF   | Marc Bartra       |      |
| 15    | DEF   | Alexandre Moreno  | 105' |
| 21    | MED   | Guido Rodríguez   |      |
| 14    | MED   | William Carvalho  | 102' |
| 10    | MED   | Sergio Canales    | 111' |
| 8     | MED   | Nabil Fekir       | 111' |
| 7     | MED   | Juanmi            | 86'  |
| 9     | DEL   | Borja Iglesias    | 102' |
| D. T. | D. T. | Manuel Pellegrini |      |

| 28    | POR   | Giorgi Mamardashvili |      |
| 20    | DEF   | Dimitri Foulquier    | 100' |
| 12    | DEF   | Mouctar Diakhaby     |      |
| 5     | DEF   | Gabriel Paulista     |      |
| 15    | DEF   | Omar Alderete        |      |
| 14    | DEF   | José Luis Gayà       |      |
| 10    | MED   | Carlos Soler         |      |
| 6     | MED   | Hugo Guillamón       | 85'  |
| 23    | MED   | Ilaix Moriba         | 79'  |
| 7     | DEL   | Gonçalo Guedes       |      |
| 19    | DEL   | Hugo Duro            | 85'  |
| D. T. | D. T. | José Bordalás        |      |

| 17 | MED | Joaquín         | 86'  |
| 12 | DEL | Willian José    | 102' |
| 18 | MED | Andrés Guardado | 102' |
| 33 | DEF | Juan Miranda    | 105' |
| 11 | DEL | Cristian Tello  | 111' |
| 24 | DEL | Aitor Ruibal    | 111' |

| 2  | DEF | Thierry Correia | 79'  |
| 8  | MED | Uroš Račić      | 85'  |
| 21 | DEL | Bryan Gil       | 85'  |
| 4  | MED | Yunus Musah     | 100' |

| 11' | Borja Iglesias | 1:0 |

| 30' | Hugo Duro | 1:1 |

| Acierto de penal · Acierto de penal · Acierto de penal · Acierto de penal · Acierto de penal | Willian José Joaquín Andrés Guardado Cristian Tello Juan Miranda | 1:1 2:2 3:3 4:3 5:4 |

| Acierto de penal · Acierto de penal · Acierto de penal · Fallo de penal · Acierto de penal | Carlos Soler Uroš Račić Gonçalo Guedes Yunus Musah José Luis Gayà | 0:1 1:2 2:3 3:3 4:4 |

| 14' · 72' · 95' · 113' | William Carvalho Germán Pezzella Borja Iglesias Cristian Tello |

| 5' · 74' · 90+2' · 90+3' · 98' | Gabriel Paulista Hugo Guillamón Omar Alderete Thierry Correia Carlos Soler |

| Principal  | Hernández Hernández |
| Asistentes | Pérez Naranjo       |
|            | Cabañero Martínez   |
| Cuarto     | Soto Grado          |
| Quinto     | Sánchez Rojo        |

| VAR            | De Burgos Bengoetxea   |
| Asistentes VAR | Díaz Pérez Del Palomar |
|                | González Fuertes       |

|                                        |
|                                        |
| Campeón Real Betis Balompié 3.° título |